# Lehmen
Lehmen là một đô thị ở huyện Mayen-Koblenz bang Rheinland-Pfalz, phía tây nước Đức. Đô thị Lehmen có diện tích 10,24 km².